# Kosmos-Space Fantasy
Kosmos-Space Fantasy is het vijfde studioalbum, waarop Isao Tomita standaardwerken uit de klassieke muziek heeft gearrangeerd naar elektronische muziek. Ditmaal werd een album niet gewijd aan een specifieke componist, maar komen werken van diverse componisten aan bod, daarbij ook een van de standaardwerken uit de late 20e eeuw; het thema van de Star Warsfilms.

## Musici
- Isao Tomita – Moog en Roland synthesizers, sequencers, equalizer, mizers, bandrecorders, noise reduction en accessoires waaronder mellotron

## Tracklist
Er zijn drie versies in omloop van dit album.

| Nr. | Titel | Duur |
| --- | --- | ---- |
| 1.  | Star Wars Main Title (John Williams)                                                                                        |      |
| 2.  | Space Fantasy (Richard Strauss: Also sprach Zarathustra, Richard Wagner: Die Walküre, Tannhäuser)                           |      |
| 3.  | The Unanswered Question (Charles Ives)                                                                                      |      |
| 4.  | Peer Gynt: Solveigs zang (Edward Grieg)                                                                                     |      |
| 5.  | Hora Staccato (Grigoraş Dinicu)                                                                                             |      |
| 6.  | The Sea named “Solaris” (Johann Sebastian Bach: Inventie nr. 2: Koraal (BWV639); Ich ruf’ zu dir, Herr Jesu Christ (BWV63)) |      |

| Nr. | Titel | Duur |
| --- | --- | ---- |
| 1.  | Space Fantasy (Richard Strauss: Also sprach Zarathustra, Richard Wagner: Die Walküre, Tannhäuser)                           |      |
| 2.  | Pacific 231 (Arthur Honegger)                                                                                               |      |
| 3.  | The Unanswered Question (Charles Ives)                                                                                      |      |
| 4.  | Star Wars Main Title (John Williams)                                                                                        |      |
| 5.  | Aranjuez (Joaquín Rodrigo : Adagio)                                                                                         |      |
| 6.  | Peer Gynt :Solveigs zang (Edward Grieg)                                                                                     |      |
| 7.  | Hora Staccato (Grigoraş Dinicu)                                                                                             |      |
| 8.  | The Sea named “Solaris” (Johann Sebastian Bach: Inventie nr. 2: Koraal (BWV639); Ich ruf' zu dir, Herr Jesu Christ (BWV63)) |      |

| Nr. | Titel | Duur |
| --- | --- | ---- |
| 1.  | Star Wars Main Title (John Williams)                                                                                        |      |
| 2.  | Space Fantasy (Richard Strauss: Also sprach Zarathustra, Richard Wagner: Die Walküre, Tannhäuser)                           |      |
| 3.  | Pacific 231 (Arthur Honegger)                                                                                               |      |
| 4.  | Aranjuez : Adagio (Joaquín Rodrigo)                                                                                         |      |
| 5.  | Peer Gynt: Solveigs zang (Edward Grieg)                                                                                     |      |
| 6.  | Hora Staccato (Grigoraş Dinicu)                                                                                             |      |
| 7.  | The Sea named “Solaris” (Johann Sebastian Bach: Inventie nr. 2: Koraal (BWV639); Ich ruf’ zu dir, Herr Jesu Christ (BWV63)) |      |

Opvallend daarbij is dat The Unanswered Question, gecomponeerd door de Amerikaan Charles Ives ontbreekt op de Amerikaanse uitgave.